# Idioma alutiiq

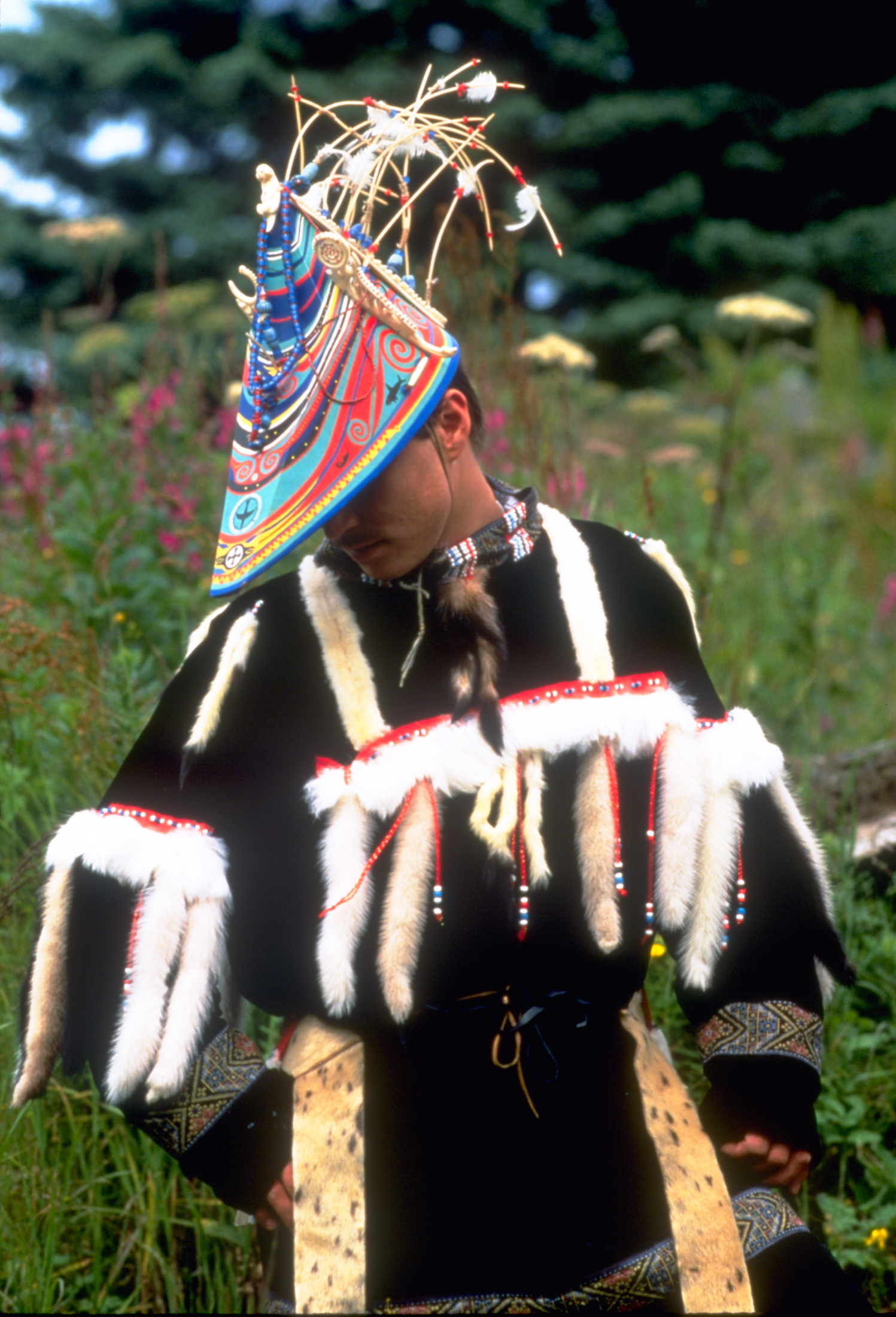
Bailarín alutiiq.

El alutiiq (plural alutiit), también llamado yupik del Pacífico o sugpiaq, es una rama del yupik de Alaska que se extiende por la costa sur, y como tal, pertenece al grupo de las lenguas esquimo-aleutianas. La lengua no debe ser confundida con la de los aleutas, que viven más hacia el sureste, incluyendo a lo largo de las islas Aleutianas.
La lengua alutiiq es relativamente próxima a la hablada por los yupiks en el área de Bethel (Alaska), pero se considera una lengua distinta con dos dialectos mayores. El dialecto koniag se habla en la península de Kenai y en es estrecho de Prince William.
Con una población aproximada de 3000 personas, el número de hablantes llega a los pocos cientos. Las comunidades alutiiq están en proceso de revitalizar su lengua.
Tradicionalmente han vivido en la costa, subsistiendo principalmente de los recursos del océano como el salmón, el mero y la ballena, así como de otros recursos de la costa como bayas y mamíferos terrestres. Antes de entrar en contacto con comerciantes de pieles rusos, los alutiiq vivían en casas semisubterráneas llamadas barabaras. Actualmente viven en comunidades pesqueras en la costa, donde trabajan en todos los aspectos de la economía moderna.
- Datos: Q27992